# ناصر العبدلي
ناصر العبدلي لاعب كرة قدم سعودي ، يلعب في خط الوسط في نادي الانتصار.

## مسيرة اللاعب
مثل النادي الأهلي في المراحل السنية وبعدها مثل أولمبي نادي الاتحاد وبعدها لعب مع نادي النجوم ونادي الاتفاق ونادي النهضة ونادي القادسية ونادي الخليج ونادي العدالة والنادي العربي ونادي الجبلين ونادي الانتصار.

## روابط خارجية
- ناصر العبدلي على موقع Soccerway.com (الإنجليزية)